# Joseph-Octave Lavallée
Pour les articles homonymes, voir Lavallée.
Joseph-Octave Lavallée (21 février 1878-10 septembre 1940) est un directeur, journaliste et homme politique fédéral du Québec.

## Biographie
Né à Berthier, il effectua ses études au Séminaire de Joliette. Il travaille ensuite comme directeur à la Strathcona Assurance Company and Blais Co. Ltd. Élu député du Parti conservateur dans la circonscription de Bellechasse en 1911, il démissionne en 1916 pour se présenter comme candidat du Parti libéral du Québec dans la circonscription de Berthier, mais sera défait par le conservateur Joseph Fontaine.